# Nils Torpson

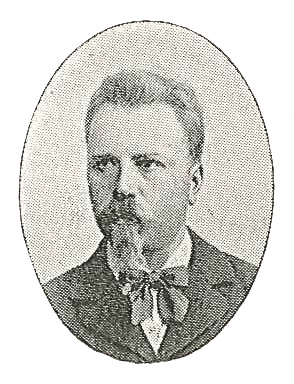
Nils Torpson.

Nils Torpson, född den 14 september 1855 i Fjelie i Malmöhus län, död den 16 februari 1920 i Landskrona, var en svensk seminarierektor och läroboksförfattare.
Torpson var son till hemmansägaren Per Bengtsson och dennes hustru Else Svensdotter. Han inskrevs 1876 vid Lunds universitet där han i maj 1878 avlade filosofie kandidat-examen inom filosofiska fakultetens matematisk-naturvetenskapliga sektion. Han bedrev därefter fortsatta universitetsstudier fram till 1881, men avlade inga ytterligare examina. År 1884 blev han adjunkt vid Stockholms folkskoleseminarium och avancerade 1898 till rektor vid motsvarande institution i Umeå. När det nya folkskollärarinneseminariet i Landskrona invigdes år 1900 blev Torpson först tillförordnad rektor för detta samt från 1904 ordinarie. Åren 1903–1914 var han även folkskoleinspektör och 1908–1916 ledamot av Landskrona stadsfullmäktige. Torpson författade vidare ett antal läroböcker, däribland flera kartböcker i samarbete med kartografen Edvard Cohrs.
Nils Torpson var gift med Klara Svensson. Deras son Gunnar Torpson blev överstelöjtnant och ledamot av Ystads stadsfullmäktige. Av döttrarna gifte sig Margit (född 1898) 1920 med disponenten Sven Nordengren, Lisa (född 1899, folkskollärarinna) 1938 med observatorn Erik Bergstrand och Signe (född 1902, lärarinna) 1924 med lasarettsläkaren och kirurgen Folke Högman.